# Charles W. Juels

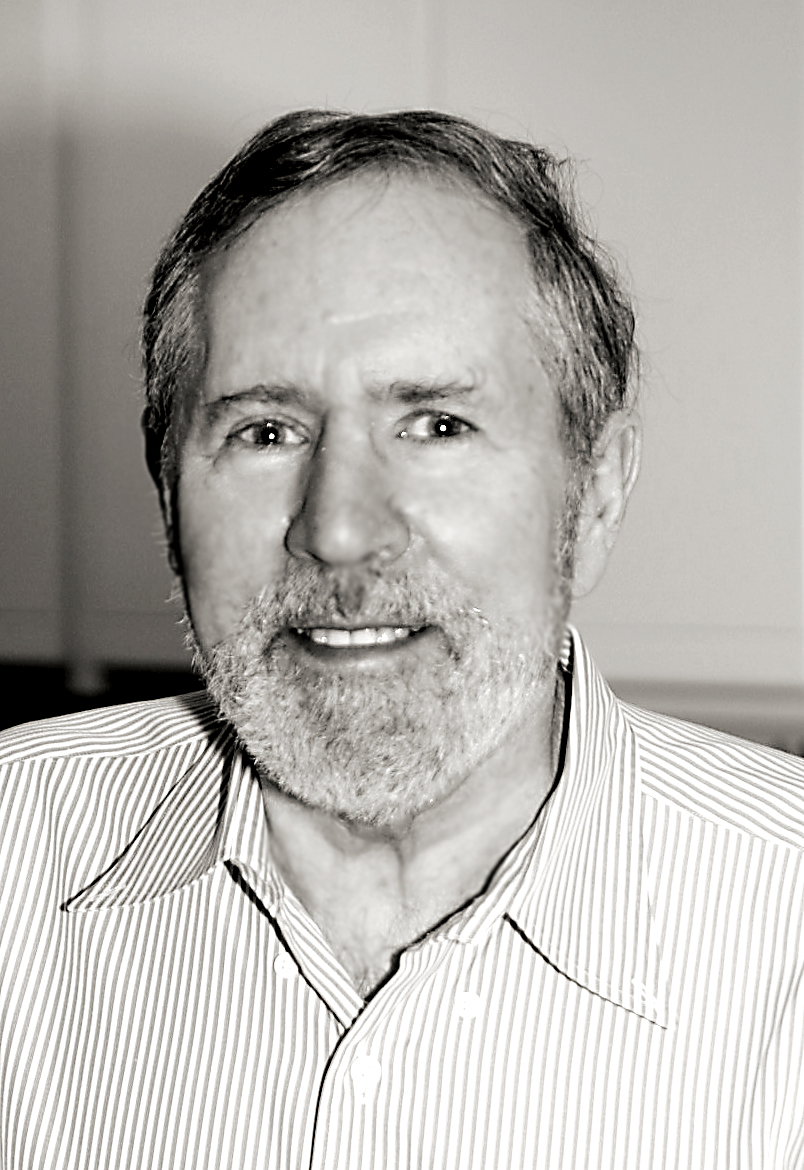
Charles W. Juels (2008)

Charles W. Juels (* 1944 in New York City; † 21. Januar 2009) war ein US-amerikanischer Amateurastronom. 
Er zählt mit 316 im Zeitraum von 1999 bis 2009 entdeckten Asteroiden zu den erfolgreichsten Asteroidenjägern. Seine Entdeckungen machte er als pensionierter Psychiater am Observatorium von Fountain Hills im US-Bundesstaat Arizona.
Juels und Paulo R. Holvorcem entdeckten zusammen am 28. Dezember 2002 mit Hilfe ihrer CCD-Kamera den Kometen C/2002 Y1. Dafür erhielten sie den Harvard-Smithsonian Comet Award 2003.
Der Asteroid (20135) Juels wurde am 9. März 2001 nach ihm benannt.